# Línea 155B (Interurbanos Madrid)
La línea 155B de la red de autobuses interurbanos de Madrid une la terminal subterránea del Intercambiador de Plaza de Castilla con El Encinar de los Reyes, en Alcobendas.

## Características
Esta línea une a los habitantes de El Encinar de los Reyes, en La Moraleja, con el norte de Madrid y viceversa, con un recorrido que dura aproximadamente 25 min entre cabeceras. Realiza un recorrido circular por El Encinar.
Al llegar a El Encinar de los Reyes la línea tiene un circuito neutralizado/interno (esto es que el recorrido de vuelta no circula por las mismas calles que el de ida) y a efectos prácticos se considera un recorrido circular dentro de El Encinar. A pesar de que la línea cuente con una cabecera para las expediciones de vuelta situada en el Paseo de los Parques, los horarios del CRTM consideran las horas de salida hacia Madrid lo hacen en la Calle de la Vereda de Palacio.
Esto da lugar a que los servicios que llegan a El Encinar a la cabecera de vuelta en el Paseo de los Parques ya establezcan en los carteles electrónicos y la programación del ordenador de a bordo como un servicio a Madrid y permiten subir a viajeros con destino Madrid; pero al llegar a la Calle de la Vereda de Palacio deberán respetar los horarios establecidos en caso de llegar antes de tiempo (puesto que esa es la "cabecera" del circuito neutralizado interior) y esperar a la hora correcta antes de continuar el recorrido.
Algunas expediciones dan servicio al barrio de Valdebebas y las últimas expediciones de todos los días finalizan su recorrido en la Calle de la Vereda de Palacio, no volviendo a Madrid.
Curiosamente, a pesar de que El Encinar de los Reyes pertenece a la zona residencial de La Moraleja y por tanto a Alcobendas, las calles al sur del Camino del Cura y Calle de la Huerta se encuentran en el término municipal de Madrid (así como la zona de Valdebebas de aquellos servicios que le dan servicio) pero nunca abandonando la zona B1.
Hasta mediados de 2023, en los carteles electrónicos de los autobuses la línea aparecía como B55 en vez de 155B para que se pudiese mostrar correctamente el nombre del destino en el cartel. Esta misma medida se aplicaba en líneas como la 152C, 154C y 157C.
Siguiendo la numeración de líneas del CRTM, las líneas que circulan por el corredor 1 son aquellas que dan servicio a los municipios situados en torno a la A-1 y comienzan con un 1. Aquellas numeradas dentro de la decena 150 corresponden a aquellas que circulan por Alcobendas y San Sebastián de los Reyes. Particularmente, los números impares en la decena 150 circulan por Alcobendas y los números pares lo hacen por San Sebastián de los Reyes.
La línea no mantiene los mismos horarios todo el año, desde el 1 al 31 de agosto se reducen el número de expediciones los días laborables entre semana (sábados laborables, domingos y festivos tienen los mismos horarios todo el año), además de los días excepcionales vísperas de festivo y festivos de Navidad en los que los horarios también cambian y se reducen.
Está operada por la empresa Interbus mediante la concesión administrativa VCM-101 - Madrid - Alcobendas - Algete - Tamajón (Viajeros Comunidad de Madrid) del Consorcio Regional de Transportes de Madrid.

### Sublíneas
Aquí se recogen todas las distintas sublíneas que ha tenido la línea 155B. La denominación de sublíneas que utiliza el CRTM es la siguiente:
- Número de línea (155B)
- Sentido de circulación (1 ida, 2 vuelta)
- Número de sublínea

Por ejemplo, la sublínea 155B204 corresponde a la línea 155B, sentido 2 (vuelta) y el número 04 de numeración de sublíneas creadas hasta la fecha.
| Ida     | Ruta                           | Itinerario                                          | Vuelta  | Ruta                             | Itinerario                                                 |
| 155B101 | -                              | Madrid - El Encinar                                 | 155B201 | No existe la ruta "-" de vuelta  | No existe la ruta "-" de vuelta                            |
| 155B102 | No existe la ruta "pp" de ida  | No existe la ruta "pp" de ida                       | 155B202 | pp                               | El Encinar (Paseo de los Parques) - Madrid                 |
| 155B103 | vp                             | Madrid - El Encinar (Calle de la Vereda de Palacio) | 155B203 | No existe la ruta "vp" de vuelta | No existe la ruta "vp" de vuelta                           |
| 155B104 | No existe la ruta "ppv" de ida | No existe la ruta "ppv" de ida                      | 155B204 | ppv                              | El Encinar (Paseo de los Parques) - Madrid, por Valdebebas |

### Circuito neutralizado
La línea cuenta con lo que se denomina un circuito neutralizado o circuito interno, dentro de El Encinar de los Reyes. Esta denominación se aplica a líneas cuyos recorridos de ida y de vuelta no discurren por las mismas calles, en concreto cuando al llegar al final del trayecto se realiza un recorrido circular antes de volver en sentido inverso. Un circuito neutralizado cumple unos propósitos:
- Dar servicio a una zona amplia, como por ejemplo en este caso la urbanización, se realiza todo el recorrido "circular" dentro de la urbanización y se espera la hora de vuelta al final de la misma. Así el autobús procedente de Madrid no para parará dentro de la urbanización a esperar su hora de regreso, evitando así que los viajeros procedentes de Madrid con destino la urbanización se detengan en el comienzo de la misma o en algún punto intermedio hasta esperar que comience el servicio de vuelta que se completa el recorrido por la urbanización.
- Los viajeros que quieran moverse dentro del recorrido "circular" podrán hacerlo sin que el autobús se detenga.
- Como un punto de regulación de horarios y frecuencias. El servicio procedente de Madrid se detendrá una vez realizado todo el circuito interno de la urbanización, recogiendo a viajeros con destino Madrid y parará para establecer una hora de salida de vuelta correcta.

La naturaleza de los circuitos neutralizados (especialmente en líneas interurbanas con pocos servicios) es propenso a causar confusión y dificulta que los viajeros de vuelta conozcan con exactitud a que hora deberán esperar al autobús. Para un viajero que procede de Madrid esta peculiaridad es invisible; pero los viajeros dentro del circuito neutralizado que quieran volver, deberán prever la hora de llegada del servicio procedente de Madrid con antelación puesto que la hora de salida a Madrid se da al final del circuito neutralizado.
Una característica común a las líneas con circuito neutralizado son sus sublíneas. No disponen de una sublínea estándar de vuelta, sino que la sublínea de vuelta es aquella que se marca en el ordenador de a bordo al llegar al comienzo del circuito neutralizado. De esta manera, el autobús al llegar a la primera parada del circuito neutralizado comenzará a marcar en el cartel electrónico como destino Madrid, puesto que los viajeros de vuelta deberán subirse ahí ya que el autobús no volverá a pasar por esa parada de vuelta como una línea con un recorrido tradicional. A los viajeros procedentes de Madrid con destino un punto dentro del circuito neutralizado no se les pedirá abonar un billete ni picar el Abono Transportes al cambiar de recorrido, puesto que para ellos el autobús no se detiene, no ven el cambio del cartel electrónico, y se bajarán en la parada deseada sin que este cambio de trayecto en el ordenador de a bordo les afecte.
En el caso particular de la línea 155B, el circuito neutralizado comienza (como bien indican las sublíneas de vuelta) en el Paseo de los Parques en la parada 16926. Desde aquí los servicios procedentes de Madrid marcarán en su ordenador de a bordo y en el cartel electrónico el destino Madrid. La línea realizará todo el recorrido "circular" en la urbanización El Encinar de los Reyes pero se detendrá al final de la misma, en la parada 17457 en la Calle de la Vereda de Palacio. Será aquí cuando el autobús deberá detenerse para cumplir su hora programada de vuelta a Madrid en caso de haber llegado antes de la misma. Dicha hora es la que se muestra en los horarios de vuelta de la línea.
Existen algunos servicios de la línea que proceden directamente de la urbanización, en cuyo caso se desconoce si existe una hora programada fija para comenzar su recorrido al comienzo del circuito, pero la hora de salida hacia Madrid se mantiene. Aproximadamente debería ser 5 minutos antes de la hora programada hacia Madrid.
En el corredor 1 la situación de circuito neutralizado se da en las líneas 155, 155B, 156, 157, 157C, 161 y 171.

## Horarios

### 1 septiembre - 31 julio
| Lunes a viernes laborables | Lunes a viernes laborables | Sábados laborables  | Sábados laborables  | Domingos y festivos | Domingos y festivos |
| Madrid > El Encinar        | El Encinar > Madrid        | Madrid > El Encinar | El Encinar > Madrid | Madrid > El Encinar | El Encinar > Madrid |
| 06:40                      | 06:50                      | 07:35               | 07:00               | 07:35               | 07:00               |
| 06:55                      | 07:10                      | 08:05               | 07:30               | 08:35               | 08:00               |
| 07:05                      | 07:15                      | 08:35               | 08:00               | 09:35               | 09:00               |
| 07:20                      | 07:30                      | 09:05               | 08:30               | 10:35               | 10:00               |
| 07:40                      | 07:50                      | 09:35               | 09:00               | 11:35               | 11:00               |
| 07:55                      | 08:10                      | 10:05               | 09:30               | 12:35               | 12:00               |
| 08:05                      | 08:25                      | 10:35               | 10:00               | 13:35               | 13:00               |
| 08:15                      | 08:30                      | 11:35               | 10:30               | 14:35               | 14:00               |
| 08:45                      | 08:50                      | 12:35               | 11:00               | 15:35               | 15:00               |
| 09:15                      | 09:10                      | 13:35               | 12:00               | 16:35               | 16:00               |
| 09:50                      | 09:40                      | 14:35               | 13:00               | 17:35               | 17:00               |
| 10:15                      | 10:05                      | 15:35               | 14:00               | 18:05               | 18:00               |
| 10:45                      | 10:35                      | 16:35               | 15:00               | 18:35               | 18:30               |
| 11:15                      | 11:05                      | 17:05               | 16:00               | 19:05               | 19:00               |
| 11:45                      | 11:35                      | 17:35               | 17:00               | 19:35               | 19:30               |
| 12:15                      | 12:05                      | 18:05               | 17:30               | 20:05               | 20:00               |
| 12:45                      | 12:35                      | 18:35               | 18:00               | 20:35               | 20:30               |
| 13:15                      | 13:05                      | 19:05               | 18:30               | 21:05               | 21:00               |
| 13:45                      | 13:35                      | 19:35               | 19:00               | 21:35               | 21:30               |
| 14:15                      | 14:05                      | 20:05               | 19:30               | 22:05               | 22:00               |
| 14:45                      | 14:35                      | 20:35               | 20:00               | 22:35               |                     |
| 15:15                      | 15:05                      | 21:05               | 20:30               |                     |                     |
| 15:45                      | 15:35                      | 21:35               | 21:00               |                     |                     |
| 16:15                      | 16:05                      | 22:05               | 21:30               |                     |                     |
| 16:45                      | 16:35                      | 22:35               | 22:00               |                     |                     |
| 17:15                      | 17:05                      |                     |                     |                     |                     |
| 17:45                      | 17:35                      |                     |                     |                     |                     |
| 18:15                      | 18:05                      |                     |                     |                     |                     |
| 18:45                      | 18:35                      |                     |                     |                     |                     |
| 19:15                      | 19:05                      |                     |                     |                     |                     |
| 19:45                      | 19:35                      |                     |                     |                     |                     |
| 20:15                      | 20:05                      |                     |                     |                     |                     |
| 20:45                      | 20:35                      |                     |                     |                     |                     |
| 21:15                      | 21:05                      |                     |                     |                     |                     |
| 21:45                      | 21:35                      |                     |                     |                     |                     |
| 22:15                      | 22:05                      |                     |                     |                     |                     |
| 22:45                      | 22:35                      |                     |                     |                     |                     |
| 23:15                      | 23:05                      |                     |                     |                     |                     |

### 1 - 31 agosto
| Lunes a viernes laborables | Lunes a viernes laborables | Sábados laborables  | Sábados laborables  | Domingos y festivos | Domingos y festivos |
| Madrid > El Encinar        | El Encinar > Madrid        | Madrid > El Encinar | El Encinar > Madrid | Madrid > El Encinar | El Encinar > Madrid |
| 06:45                      | 07:05                      | 07:35               | 07:00               | 07:35               | 07:00               |
| 07:10                      | 07:35                      | 08:05               | 07:30               | 08:35               | 08:00               |
| 07:45                      | 08:05                      | 08:35               | 08:00               | 09:35               | 09:00               |
| 08:15                      | 08:35                      | 09:05               | 08:30               | 10:35               | 10:00               |
| 08:45                      | 09:10                      | 09:35               | 09:00               | 11:35               | 11:00               |
| 09:15                      | 09:40                      | 10:05               | 09:30               | 12:35               | 12:00               |
| 09:45                      | 10:05                      | 10:35               | 10:00               | 13:35               | 13:00               |
| 10:15                      | 10:35                      | 11:35               | 10:30               | 14:35               | 14:00               |
| 10:45                      | 11:05                      | 12:35               | 11:00               | 15:35               | 15:00               |
| 11:15                      | 11:35                      | 13:35               | 12:00               | 16:35               | 16:00               |
| 11:45                      | 12:05                      | 14:35               | 13:00               | 17:35               | 17:00               |
| 12:15                      | 12:35                      | 15:35               | 14:00               | 18:05               | 18:00               |
| 12:45                      | 13:05                      | 16:35               | 15:00               | 18:35               | 18:30               |
| 13:15                      | 13:35                      | 17:05               | 16:00               | 19:05               | 19:00               |
| 13:45                      | 14:05                      | 17:35               | 17:00               | 19:35               | 19:30               |
| 14:15                      | 14:35                      | 18:05               | 17:30               | 20:05               | 20:00               |
| 14:45                      | 15:05                      | 18:35               | 18:00               | 20:35               | 20:30               |
| 15:15                      | 15:35                      | 19:05               | 18:30               | 21:05               | 21:00               |
| 15:45                      | 16:05                      | 19:35               | 19:00               | 21:35               | 21:30               |
| 16:15                      | 16:35                      | 20:05               | 19:30               | 22:05               | 22:00               |
| 16:45                      | 17:05                      | 20:35               | 20:00               | 22:35               |                     |
| 17:15                      | 17:35                      | 21:05               | 20:30               |                     |                     |
| 17:45                      | 18:05                      | 21:35               | 21:00               |                     |                     |
| 18:15                      | 18:35                      | 22:05               | 21:30               |                     |                     |
| 18:45                      | 19:05                      | 22:35               | 22:00               |                     |                     |
| 19:15                      | 19:35                      |                     |                     |                     |                     |
| 19:45                      | 20:05                      |                     |                     |                     |                     |
| 20:15                      | 20:35                      |                     |                     |                     |                     |
| 20:45                      | 21:05                      |                     |                     |                     |                     |
| 21:15                      | 21:35                      |                     |                     |                     |                     |
| 21:45                      | 22:05                      |                     |                     |                     |                     |
| 22:15                      | 22:35                      |                     |                     |                     |                     |
| 22:45                      | 23:05                      |                     |                     |                     |                     |
| 23:15                      |                            |                     |                     |                     |                     |

## Recorrido y paradas

Esquema de dársenas del intercambiador subterráneo de Plaza de Castilla

### Sentido El Encinar de los Reyes
La línea inicia su recorrido en el intercambiador subterráneo de Plaza de Castilla, en la dársena 29, en este punto se establece correspondencia con todas las líneas de los corredores 1 y 7 con cabecera en el intercambiador de Plaza de Castilla. En la superficie efectúan parada varias líneas urbanas con las que tiene correspondencia, y a través de pasillos subterráneos enlaza con las líneas 1, 9 y 10 del Metro de Madrid.
Tras abandonar los túneles del intercambiador subterráneo, la línea sale al Paseo de la Castellana, donde tiene una primera parada frente al Hospital La Paz (subida de viajeros). A partir de aquí sale por la M-30 hasta el nudo de Manoteras y toma la vía de servicio de la A-1.
En la vía de servicio tiene 1 parada que presta servicio al área industrial y empresarial de la A-1 hasta llegar al km. 10, donde toma la salida en dirección a Sanchinarro por la Calle de Francisco Pi y Margall y circula por la Calle de María de Portugal (3 paradas).
Dentro de este barrio recorre las calles Padres Dominicos y Manuel Pombo Angulo, único transporte público que pasa junto al Colegio Asunción Cuestablanca, por donde cruza sobre la M-40 hacia El Encinar de los Reyes.
Curiosamente, a pesar de que El Encinar de los Reyes pertenece a la zona residencial de La Moraleja y por tanto a Alcobendas, las calles al sur del Camino del Cura y Calle de la Huerta se encuentran en el término municipal de Madrid (así como la zona de Valdebebas de aquellos servicios que le dan servicio) pero nunca abandonando la zona B1.
En el circuito neutralizado de El Encinar circula por el Paseo de los Parques, Camino del Cura y Camino de la Huerta hasta llegar a su cabecera en la Calle de la Vereda de Palacio (algunas expediciones de ida realizan este recorrido completo hasta aquí sin volver a Madrid). Algunas expediciones se desvían antes de llegar al Camino de la Huerta para dar servicio a la zona de Valdebebas y retomar el recorrido normal.
| Código | Zona | Localidad  | Denominación                                                 | Ubicación                                        | Líneas de la parada | Metro / Metro Ligero |
| --- | ---- | ---------- | ------------------------------------------------------------ | ------------------------------------------------ | --- | -------------------- |
| 17472T |      | Madrid     | Intercambiador de Plaza de Castilla - Dársena 29             | Avenida de Asturias Nº2                          | 155B | Plaza de Castilla    |
| 3253 |      | Madrid     | Paseo de la Castellana - Hospital La Paz                     | Paseo de la Castellana Nº304 - Acceso Nudo Norte | 173 174 176 151 152C 153 154C 155 155B 156 157 157C 159 161 171 181 182 183 184 185 191193194195196197N101 N102 N103 N104 | Begoña               |
| 3261 |      | Madrid     | Avenida de Burgos - Avenida de Francisco Pi y Margall        | Avenida de Burgos km. 10,3                       | 173 174 176 151 152C 153 154C 155 155B 156 157 157C 159 161 171 181 182 183 184 185 N101 N102 N103                        |                      |
| 3780 |      | Madrid     | Calle de María de Portugal - Calle de Francisco Pi y Margall | Calle de María de Portugal Nº1                   | 155B |                      |
| 3782 |      | Madrid     | Calle de María de Portugal - Calle de Leonor de Austria      | Calle de María de Portugal Nº7A                  | 155B |                      |
| 3784 |      | Madrid     | Calle de María de Portugal - Calle Margarita de Parma        | Calle de María de Portugal Nº9                   | 155B | María Tudor          |
| 16893 |      | Madrid     | Calle de los Padres Dominicos - Convento                     | Calle de los Padres Dominicos Nº2                | 155B |                      |
| 16895 |      | Madrid     | Calle de los Padres Dominicos - Calle de Manuel Pombo Angulo | Calle de los Padres Dominicos Nº7                | 155B |                      |
| 16897 |      | Madrid     | Calle de Manuel Pombo Angulo - Colegio                       | Calle de Manuel Pombo Angulo Nº30                | 155B |                      |
| 12343 |      | Alcobendas | Paseo de los Parques - Estafeta                              | Paseo de los Parques Nº6                         | 155B |                      |
| 12346 |      | Alcobendas | Paseo de los Parques Nº17                                    | Paseo de los Parques Nº20                        | 155B |                      |
| 16925 |      | Alcobendas | Paseo de los Parques - Calle de la Vereda de Palacio         | Paseo de los Parques Nº30                        | 155B 3 |                      |
| 16926 |      | Alcobendas | Paseo de los Parques - El Encinar de los Reyes               | Paseo de los Parques Nº36                        | 155B 3 |                      |
| A partir de aquí comienza el servicio de vuelta, y se cambian los carteles electrónicos hacia Madrid. La hora de paso por esta parada es aproximadamente 20 minutos después de salir de Madrid. Algunos servicios no vuelven a Madrid |      |            |                                                              |                                                  | |                      |
| 17459 |      | Alcobendas | Paseo de los Parques - Camino de El Encinar                  | Paseo de los Parques Nº38                        | 155B 3 |                      |
| 17460 |      | Alcobendas | Camino del Cura - Urbanización Otero de El Encinar           | Camino del Cura Nº99                             | 155B 3 |                      |
| 12351 |      | Madrid     | Camino del Cura - Calle de Dámaso Alonso                     | Camino de la Huerta Nº223                        | 155B 3 |                      |
| Paradas realizadas por los servicios que pasan por Valdebebas |      |            |                                                              |                                                  | |                      |
| 50002 |      | Madrid     | Calle de Agatha Christie - Glorieta de Custodio Moreno       | Calle de Agatha Christie Nº1                     | 155B |                      |
| 12351 |      | Madrid     | Camino del Cura - Calle de Dámaso Alonso                     | Camino de la Huerta Nº223                        | 155B 3 |                      |
| Paradas del itinerario normal |      |            |                                                              |                                                  | |                      |
| 18591 |      | Madrid     | Camino de la Huerta - Calle de Enrique Lafuente Ferrari      | Camino de la Huerta Nº143C                       | 155B 3 |                      |
| 17457 |      | Alcobendas | Calle de la Vereda de Palacio - Camino de la Huerta          | Calle de la Vereda de Palacio Nº4                | 155B 3 |                      |
| Algunos servicios finalizan aquí su recorrido, aquellos que continúan a Madrid esperarán aquí a la hora programada de salida |      |            |                                                              |                                                  | |                      |

### Sentido Madrid (Plaza de Castilla)
El recorrido en sentido Madrid es igual al de ida pero en sentido contrario excepto en determinados puntos:
- La línea tiene un circuito neutralizado dentro de la urbanización El Encinar, recorriendo el interior de la urbanización de manera circular antes de salir de vuelta a la vía de servicio de la A-1. Partiendo del Paseo de los Parques, dentro de la urbanización recorre el Camino del Cura y Camino de la Huerta hasta llegar a su cabecera en la Calle de la Vereda de Palacio (algunas expediciones de ida realizan este recorrido completo hasta aquí sin volver a Madrid). Algunas expediciones se desvían antes de llegar al Camino de la Huerta para dar servicio a la zona de Valdebebas y retomar el recorrido normal.
- Realiza adicionalmente la parada 13132 - Paseo de los Parques - Carretera A-1, que no tiene pareja para las expediciones de ida.
- En la vía de servicio de la A-1 realiza adicionalmente la parada 3265 - Avenida de Burgos Nº87 - Paso Elevado. La pareja de la parada 3265 no se realiza a la ida.

| Código | Zona | Localidad  | Denominación                                                 | Ubicación                         | Líneas de la parada                                                                                       | Metro / Metro Ligero |
| --- | ---- | ---------- | ------------------------------------------------------------ | --------------------------------- | --- | -------------------- |
| La hora de paso por esta parada es aproximada, aproximadamente 5 minutos antes de cumplir la hora de salida exacta                                               |      |            |                                                              |                                   | |                      |
| 16926 |      | Alcobendas | Paseo de los Parques - El Encinar de los Reyes               | Paseo de los Parques Nº36         | 155B 3 |                      |
| 17459 |      | Alcobendas | Paseo de los Parques - Camino de El Encinar                  | Paseo de los Parques Nº38         | 155B 3 |                      |
| 17460 |      | Alcobendas | Camino del Cura - Urbanización Otero de El Encinar           | Camino del Cura Nº99              | 155B 3 |                      |
| 12351 |      | Madrid     | Camino del Cura - Calle de Dámaso Alonso                     | Camino de la Huerta Nº223         | 155B 3 |                      |
| Paradas realizadas por los servicios que pasan por Valdebebas |      |            |                                                              |                                   | |                      |
| 50002 |      | Madrid     | Calle de Agatha Christie - Glorieta de Custodio Moreno       | Calle de Agatha Christie Nº1      | 155B |                      |
| 12351 |      | Madrid     | Camino del Cura - Calle de Dámaso Alonso                     | Camino de la Huerta Nº223         | 155B 3 |                      |
| Paradas del itinerario normal |      |            |                                                              |                                   | |                      |
| 18591 |      | Madrid     | Camino de la Huerta - Calle de Enrique Lafuente Ferrari      | Camino de la Huerta Nº143C        | 155B 3 |                      |
| 17457 |      | Alcobendas | Calle de la Vereda de Palacio - Camino de la Huerta          | Calle de la Vereda de Palacio Nº4 | 155B 3 |                      |
| La hora programada de vuelta se cumple desde esta parada |      |            |                                                              |                                   | |                      |
| Los servicios hacia Madrid no continuarán el viaje hasta cumplir la hora programada de vuelta. Algunos servicios no vuelven a Madrid y no continúan el recorrido |      |            |                                                              |                                   | |                      |
| 12345 |      | Alcobendas | Paseo de los Parques Nº17                                    | Paseo de los Parques Nº19         | 155B 3 |                      |
| 12344 |      | Alcobendas | Paseo de los Parques - Camino de El Encinar                  | Paseo de los Parques Nº7          | 155B 3 |                      |
| 13132 |      | Alcobendas | Paseo de los Parques - Carretera A-1                         | Paseo de los Parques S/N.º        | 155B 3 |                      |
| 16898 |      | Madrid     | Calle de Manuel Pombo Angulo - Colegio                       | Calle de Manuel Pombo Angulo Nº30 | 155B |                      |
| 16896 |      | Madrid     | Calle de los Padres Dominicos - Calle de Manuel Pombo Angulo | Calle de los Padres Dominicos Nº7 | 155B |                      |
| 16894 |      | Madrid     | Calle de los Padres Dominicos - Convento                     | Calle de los Padres Dominicos Nº2 | 155B |                      |
| 3785 |      | Madrid     | Calle de María de Portugal - Calle Margarita de Parma        | Calle de María de Portugal Nº18   | 155B | María Tudor          |
| 3783 |      | Madrid     | Calle de María de Portugal - Calle de Leonor de Austria      | Calle de María de Portugal Nº7A   | 155B |                      |
| 3602 |      | Madrid     | Avenida de Burgos Nº93                                       | Avenida de Burgos km. 10,1        | 173 174 176 SE833 151 152C 153 154C 155 155B 156 157 157C 159 161 171 181 182 183 184 185 N101 N102 N103  |                      |
| 3265 |      | Madrid     | Avenida de Burgos Nº87 - Paso Elevado                        | Avenida de Burgos Nº87            | 173 174 176 SE833 151 152C 153 154C 155 155B 156 157 157C 159 161 171 181 182 183 184 185 N101 N102 N103  |                      |
| 10550 |      | Madrid     | Paseo de la Castellana - Hospital La Paz                     | Paseo de la Castellana Nº296      | 151 152C 153 154C 155 155B 156 157 157C 159 161 181 182 183 184 185 191193194195196197N101 N102 N103 N104 | Begoña               |
| 17472 |      | Madrid     | Intercambiador de Plaza de Castilla                          | Avenida de Asturias Nº2           | Descenso en las dársenas 8, 9 y 10.                                                                       | Plaza de Castilla    |